# Moustapha Guèye
Moustapha Guèye (* 19. října 1961) je jeden z nejslavnějších senegalských sportovců, velký šampion tradičního senegalského zápasu. V roce 1988 strartoval na olympijských hrách v Soulu v kategorii do 90 kg a jak v zápase řecko-římském, tak ve volném stylu vypadl ve druhém kole.